# اریتالیا
اریتالیا (به انگلیسی: Aeritalia) شرکت سازنده مهندسی هوافضا ایتالیایی بود که در سال ۱۹۶۹ از ادغام شرکت‌های فیات اوییشن و ایرفر به وجود آمد. سپس در سال ۱۹۹۰ شرکت آلنیا آیروناتیکا از ادغام شرکت‌های اریتالیا و سلنیا به وجود آمد.